# J. Michael Bishop
John Michael Bishop, ameriški virolog, molekularni biolog in akademik, nobelovec, * 22. februar 1936, York, Pensilvanija, Združene države Amerike.
Skoraj vso kariero je deloval na Univerzi Kalifornije v San Franciscu (UCSF). Za raziskave na področju retrovirusnih onkogenov je leta 1989 s sodelavcem Haroldom Varmusom prejel Nobelovo nagrado za fiziologijo ali medicino.

## Življenjepis
Rodil se je v družini luteranskega duhovnika na podeželju Pensilvanije. V mladosti se je usmeril v naravoslovje, zato je šel študirat kemijo na Kolidž v Gettysburgu, po prvostopenjski diplomi leta 1957 pa se je preusmeril v medicino in leta 1962 pridobil naziv doktorja medicine na Univerzi Harvard. Že v času študija so ga pritegnile raziskave virusov in je pridobil posebno soglasje dekana, da lahko dela v laboratoriju namesto obiskovanja predavanj. Leta 1959 se je poročil s Kathryn Putnam, s katero ima dva otroka. Študiju sta sledili dve leti pripravništva v Splošni bolnišnici Massachusettsa v Bostonu, nato pa je štiri leta delal kot podoktorski raziskovalec na Nacionalnih inštitutih za zdravje v  Bethesdi.
Leta 1968 je postal sodelavec medicinskega centra Univerze Kalifornije v San Franciscu, kjer je v štirih letih napredoval od položaja docenta do rednega profesorja mikrobiologije in imunologije. Sprva je raziskoval živalske viruse, kot je virus otroške ohromelosti, leta 1970 pa sta Howard Temin in David Baltimore opisala reverzno transkriptazo, encim, ki prepisuje RNA v DNA. Zato je začel sodelovati z Varmusom, s katerim sta se lotila na osnovi tega preboja dokazati teorijo, da zdrave celice v organizmu vsebujejo mirujoče virusne onkogene, ki ob aktivaciji zaradi zunanjih dejavnikov sprožijo nastanek raka. Za model sta izbrala virus Rousovega sarkoma, za katerega so predhodne raziskave pokazale, da vsebuje različico gena src, ki lahko sproži rakave spremembe. Zelo podoben gen sta odkrila v povsem zdravih živalih številnih vrst in dokazala, da gre za normalen gen, ki nadzoruje celično rast. Tak proto-onkogen je virus tekom evolucijske zgodovine privzel v svoj genom z rekombinacijo in ga ob okužbi vgradi v gostiteljev genom, kjer ga nato sproži karcinogen in povzroči raka. Odkritje, objavljeno leta 1976, je spodbudilo živahno raziskovalno področje v onkologiji.
Bishop je bil leta 1981 imenovan za direktorja Raziskovalne fundacije G.W. Hooperja, ki deluje pod okriljem medicinskega centra UCSF, leta 1998 pa je postal osmi kancler univerze. To delo je opravljal do upokojitve leta 2009. Svoj pogled na znanost je opisal v leta 2003 izdani avtobiografiji How to Win the Nobel Prize: An Unexpected Life in Science.
University Press, 2003.

## Priznanja
Pomen odkritij Bishopa in Varmusa za razumevanje in zdravljenje raka je bil sčasoma prepoznan v širši znanstveni skupnosti in dvojica je prejela številna strokovna priznanja. Tako je Ameriško združenje medicinskih kolidžev Bishopu že leta 1981 podelilo nagrado za biomedicinske raziskave, leta 1982 je prejel Laskerjevo nagrado za temeljne medicinske raziskave in leta 1985 medaljo časti Ameriškega združenja za raka. Z Varmusom sta si nato leta 1989 razdelila najprestižnejše prizanje, Nobelovo nagrado za fiziologijo ali medicino, leta 2003 pa je Bishop prejel še Nacionalno medaljo znanosti. Otoška država Palav ga je leta 2000 upodobila na poštni znamki.
Sprejet je bil tudi za člana več akademskih združenj, med njimi Nacionalne akademije znanosti, Ameriške akademije umetnosti in znanosti, Ameriške akademije za napredek znanosti in britanske Kraljeve družbe (kot tuji član).